# Cantone di Pedro Vicente Maldonado
Il cantone di Pedro Vicente Maldonado è un cantone dell'Ecuador che si trova nella provincia del Pichincha.
Il capoluogo del cantone è Pedro Vicente Maldonado, che è la sola parrocchia civile del cantone, la cui popolazione è, secondo il censimento del 2010, di 12 924 abitanti.